# Dutch Open 1987
Die Dutch Open 1987 im Badminton fanden vom 5. bis zum 8. Februar 1987 in Nieuwegein, Niederlande, statt. Mit einem Preisgeld von 25.000 US-Dollar wurde das Turnier in Kategorie 2 der Grand-Prix-Wertung eingestuft.

## Finalresultate
| Disziplin    | Sieger                              | Finalist                         | Ergebnis          |
| ------------ | ----------------------------------- | -------------------------------- | ----------------- |
| Herreneinzel | Poul-Erik Høyer Larsen              | Darren Hall                      | 15:4, 15:1        |
| Dameneinzel  | Sarwendah Kusumawardhani            | Eline Coene                      | 12:11, 12:11      |
| Herrendoppel | Mark Christiansen Stefan Karlsson   | Rudy Gunawan Bambang Suprianto   | 15:8, 15:2        |
| Damendoppel  | Christine Magnusson Maria Bengtsson | Gillian Clark Sara Halsall       | 15:10, 15:4       |
| Mixed        | Stefan Karlsson Maria Bengtsson     | Mark Christiansen Erica van Dijk | 10:15, 15:2, 15:9 |